# Веспер (коктейль)
«Веспер» (англ. Vesper) — коктейль Джеймса Бонда состоящий из джина, водки и светлого французского аперитивного вина Кина Лилле. Все компоненты смешиваются в шейкере со льдом, после чего коктейль фильтруют от льда и мякоти цитрусовых стрейнером и сцеживают в коктейльный бокал. В качестве гарнира выступает цедра лимона. Классифицируется как аперитив. Входит в число официальных коктейлей Международной ассоциации барменов (IBA), категория «Напитки новой эры» (англ. New Era Drinks).

## Оригинальный рецепт
Личный рецепт Джеймса Бонда, придуманный им в первой книге, «Казино „Рояль“» (1953), звучит так:

Три части «Gordon`s», одна часть водки, и половина части «Kina Lillet» (Кина Лиллет — сложно найти в продаже, так что можно заменить иным вермутом). Хорошенько встряхните, добавьте МНОГО льда (столько же, как и самого коктейля, либо в два раза больше, то есть практически утройте объём льдом) и длинную, тонкую спираль кожуры лимона.
Он называет свой коктейль «Веспер» — в честь Веспер Линд, двойного агента и своей любовной пассии в этом романе. Кстати, из всех девушек Бонда, Веспер — рекордсменка по употреблению алкоголя.
Коктейль также фигурирует в одноимённом фильме «Казино „Рояль“» и его прямом сиквеле «Квант милосердия».